# Historia del uniforme del Club Atlético Peñarol

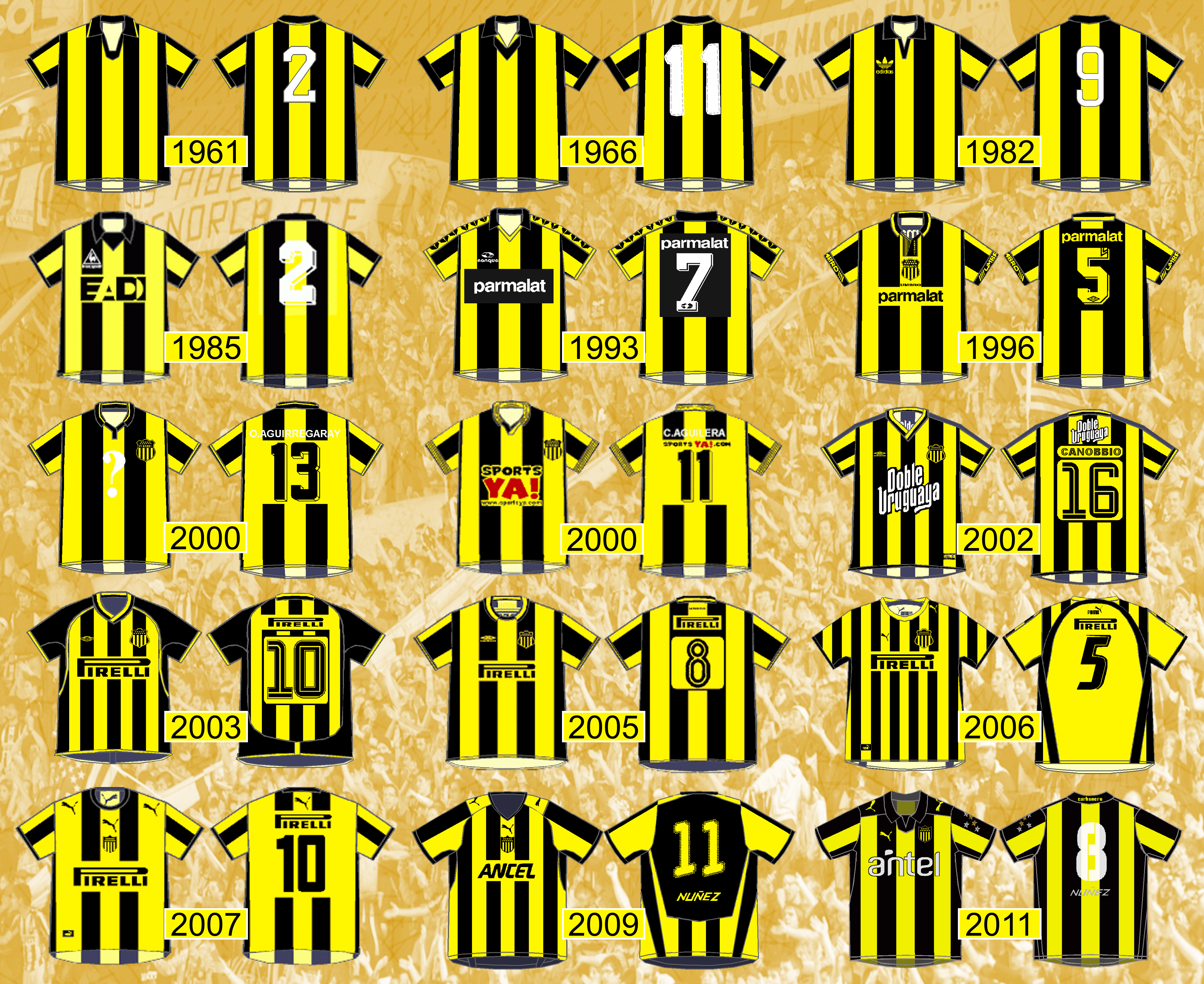
Algunas camisetas utilizadas por Peñarol en las últimas décadas.

El uniforme del Club Atlético Peñarol es el utilizado por los jugadores del club de fútbol Peñarol tanto en competencias nacionales como internacionales.

## Uniforme del Central Uruguay Railway Cricket Club
En 1891, la primera camiseta titular utilizada por el Central Uruguay Railway Cricket Club (CURCC), nombre oficial de Peñarol en aquel entonces, consistió en una dividida en cuatro secciones cuadradas que alternaban entre amarillo dorado y negro.
A partir de 1896 se utilizó, hasta 1905, una camiseta que consistía en dos mitades verticales —negro a la derecha y a rayas amarillo-doradas y negras a la izquierda, o viceversa en algunos años—, pantalón negro y medias de igual color. En algunas ocasiones usó pantalón blanco.
| Primer uniforme | (Ver evolución) | 1905 |

## Colores

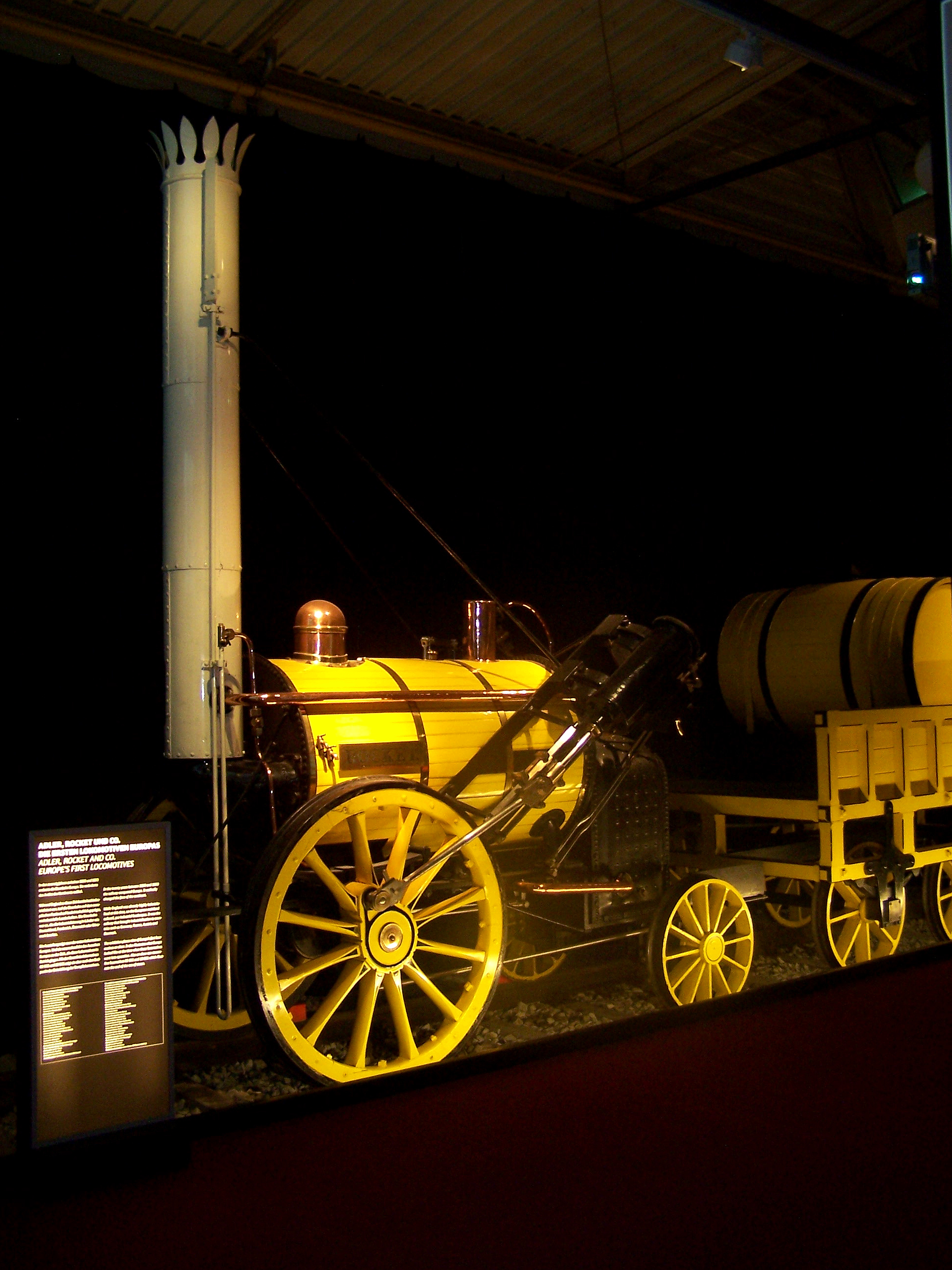
Réplica de la Rocket en su condición original.

Desde sus inicios, los colores que han identificado al club son el amarillo y el negro, tomados de la locomotora The Rocket y representativos del gremio ferroviario en general.
Esta elección de colores se ha mantenido históricamente en el club sin ninguna alteración, más allá de que con el paso de los años la tonalidad del color amarillo en los uniformes ha ido cambiando levemente.
La elección de los colores de Peñarol se mantiene también en otras disciplinas del club.

## Uniforme titular
La indumentaria titular actual de Peñarol —caracterizada por la camiseta listada amarilla y negra— data desde 1906 y desde entonces se ha utilizado casi ininterrumpidamente con muy pocas variaciones, entre las que se pueden contar el color de las medias —alternando entre amarillas y negras—, la tonalidad del amarillo —actualmente intenso—, así como algunas variaciones en la dirección de las franjas en la camiseta.

### Evolución
| 1910 | 1949 | 1960-1961 | 1962 | 1966 | 1966 | 1982 | 1984-1987 | 1987 | 1988-1990 |

| 1991-1993 | 1994-1995 | 1996-1997 | 1998-2000 | 2000 | 2000 | 2001 | 2002 | 2003-2004 | 2004-2005 |

| 2005-2006 | 2006-2007 | 2007-2008 | 2009 | 2009-2010 | 2010-2011 | 2011 | 2011-2012 | 2013-2014 | 2014-2015 |

| 2015-2016 | 2016 | 2017 | 2018-2019 | 2019-2020 | 2021 - 2022 | 2022 - 2023 | 2023 |

### Galería de imágenes

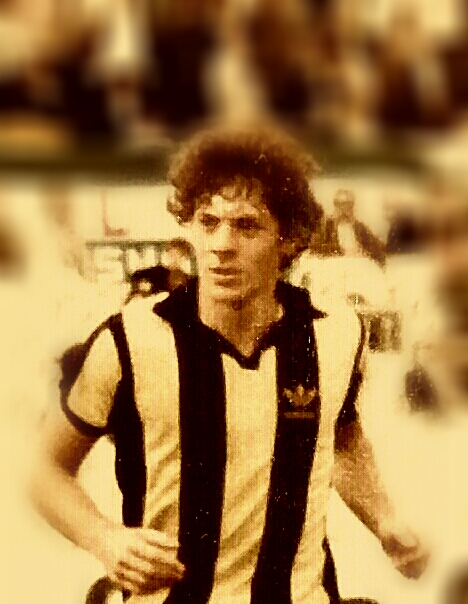
Néstor Gonçalves Rojo
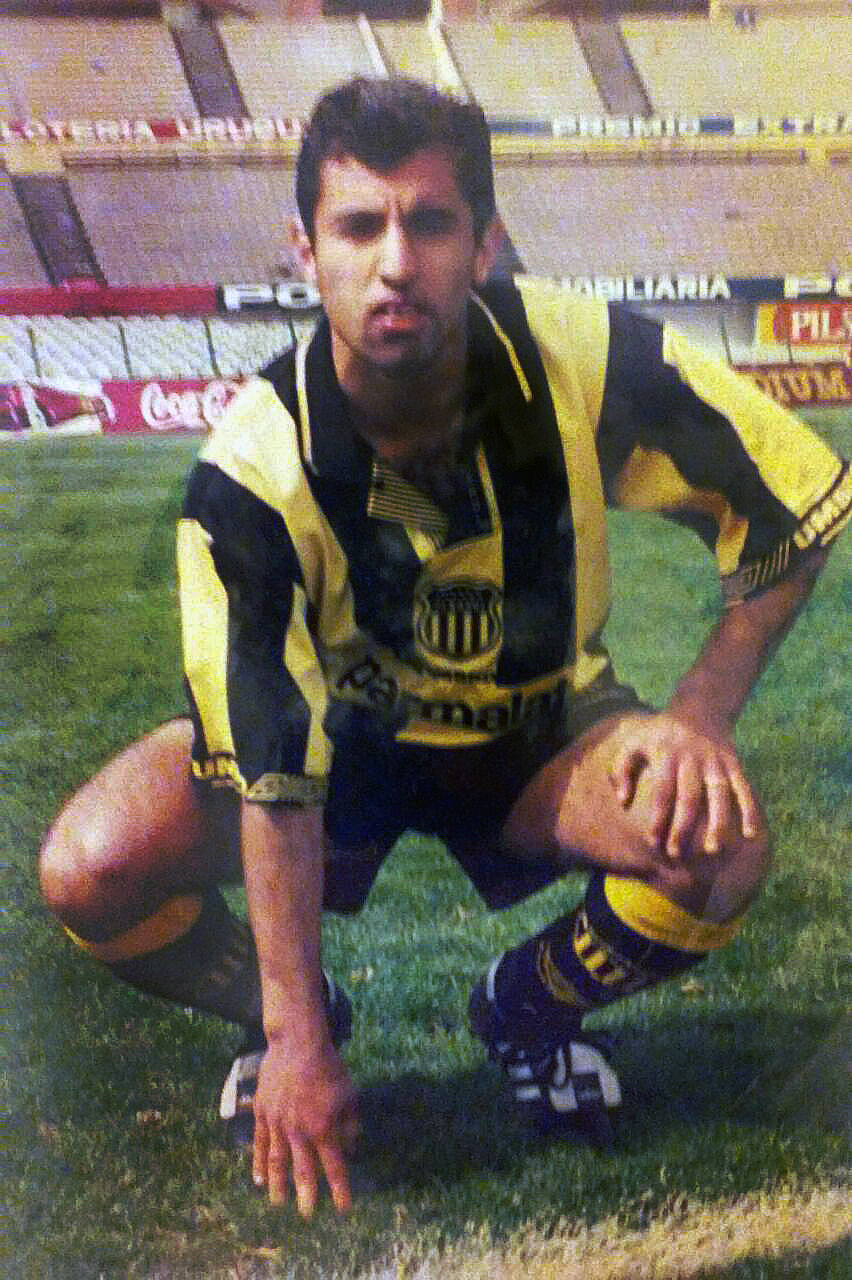
Uniforme de Peñarol (1995)
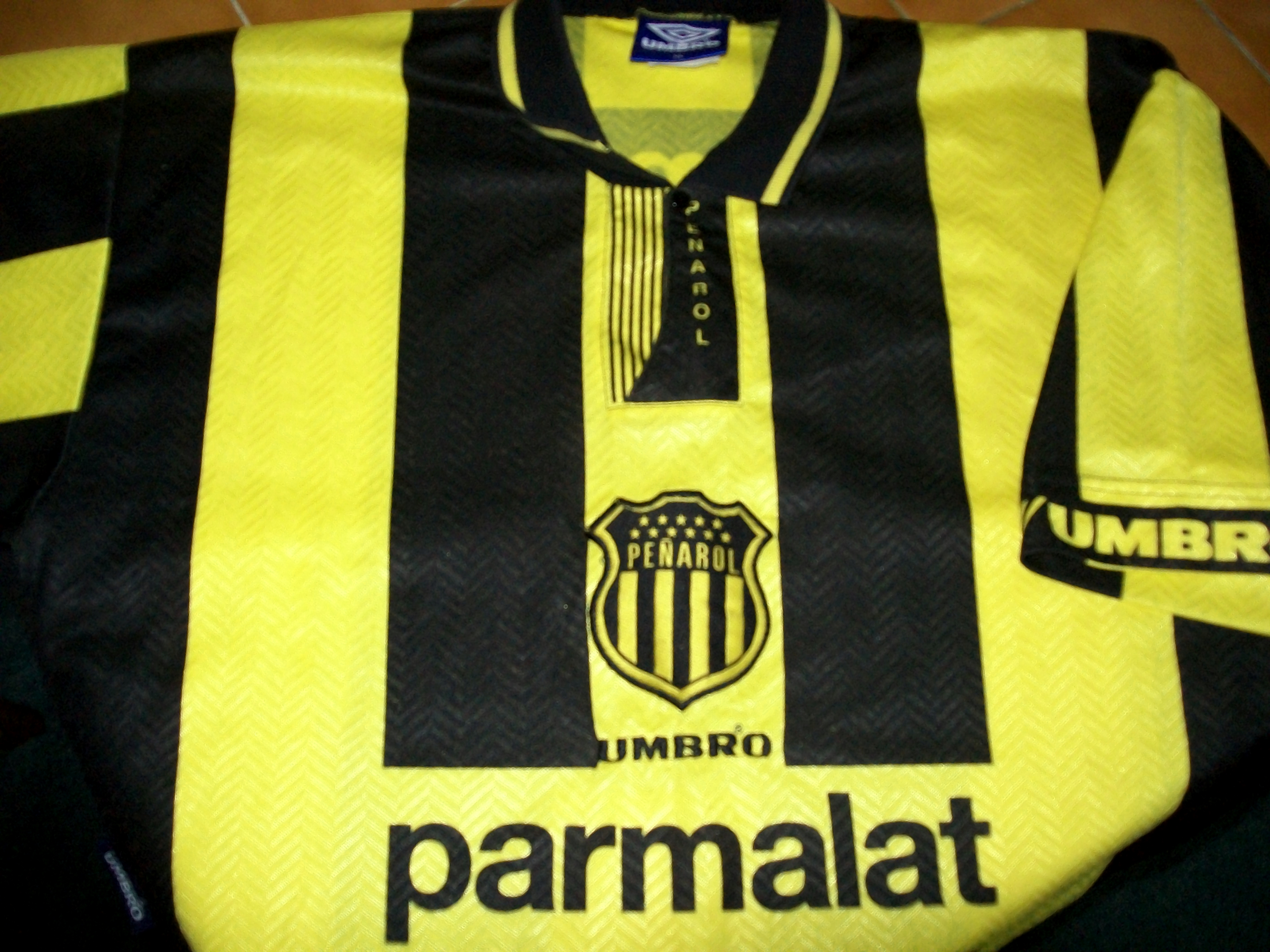
Detalles de la camiseta de Peñarol (1996-97)
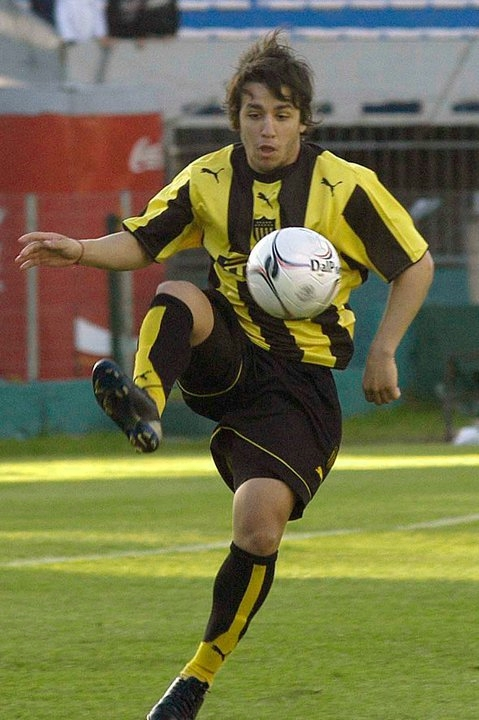
Uniforme de Peñarol (2007)
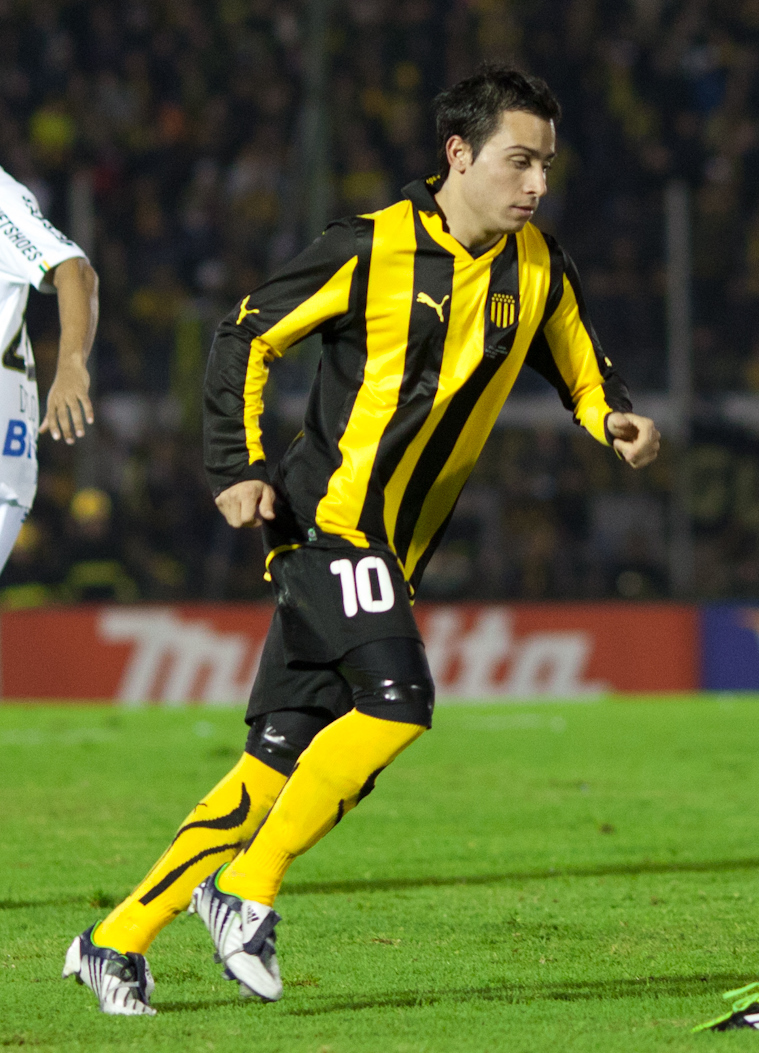
Uniforme de Peñarol (2011)
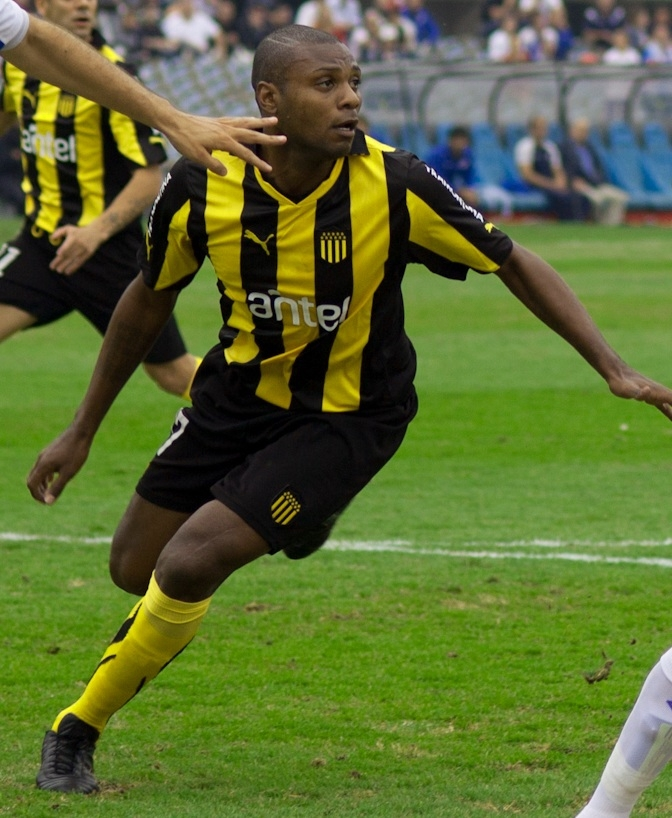
Uniforme de Peñarol (2012)
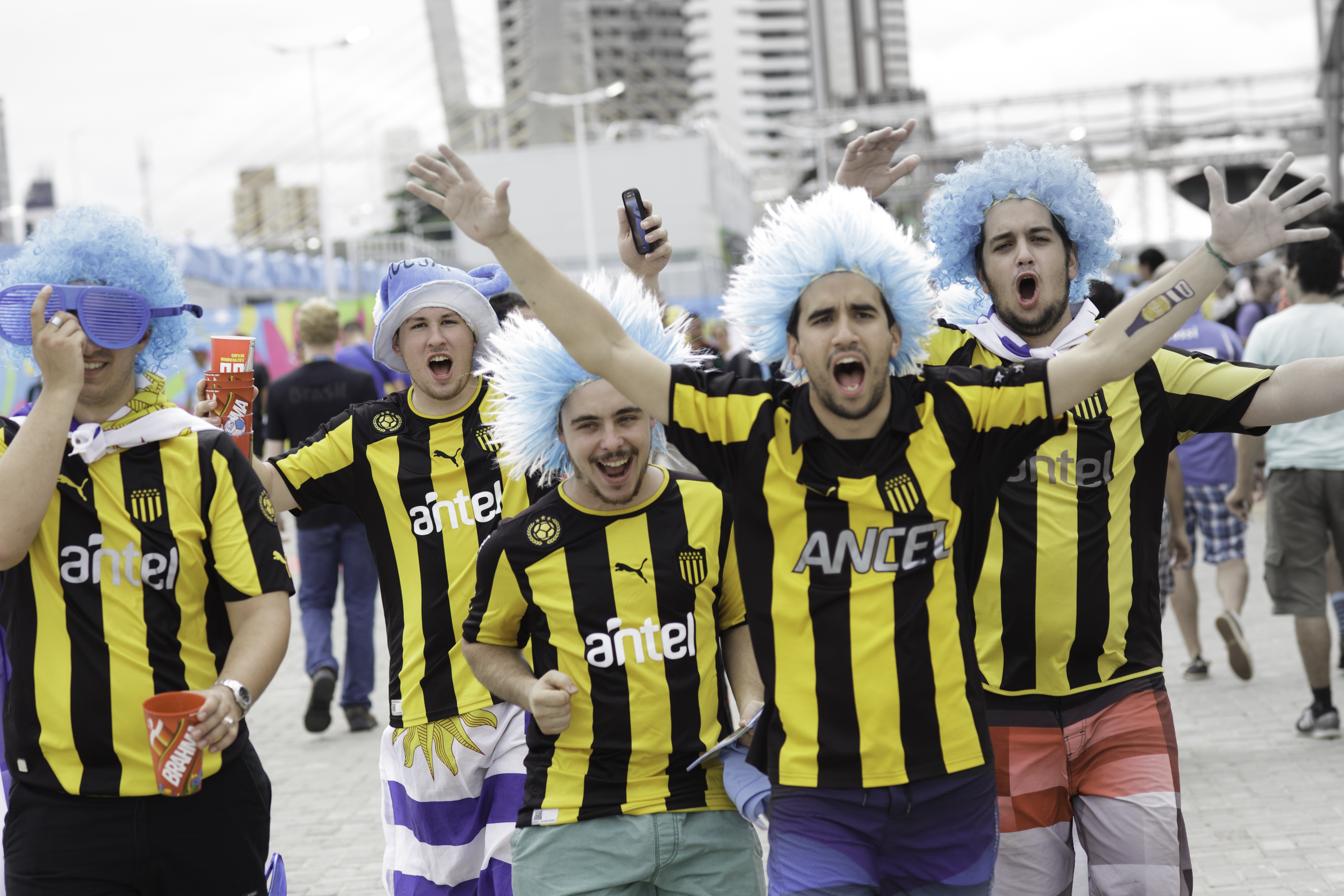
Hinchas en 2014
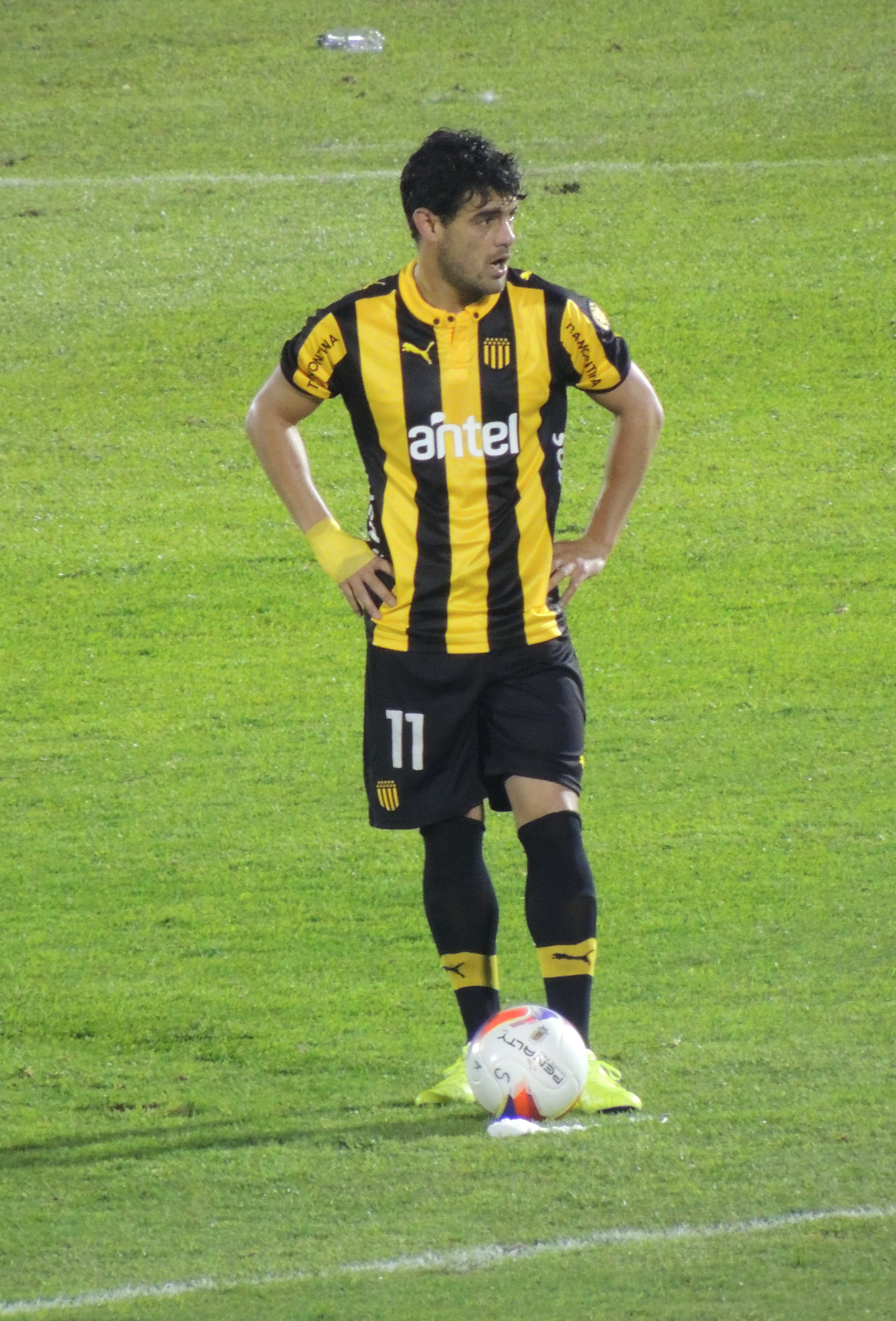
Uniforme de Peñarol (2015)

## Uniforme alternativo
En lo que respecta al uniforme alternativo, se cree que el primer uniforme utilizado fue una camiseta a cuadros en 1891, similar al uniforme titular utilizado dos años más tarde, a cuadros negros y dorados. Desde entonces se han utilizado diferentes modelos, entre los cuales se cuenta una camiseta a franjas horizontales en 1984, camiseta amarilla y pantalones negros en 1987, así como uniformes totalmente negros, grises o amarillos usados en las últimas décadas.
En 2010 se comenzó a utilizar como alternativa una camiseta dorada con cuello negro. Pero desde 2013 se ha establecido en forma permanente, como indumentaria alternativa, un uniforme completamente negro, presentado el 4 de febrero de ese año.

### Evolución
| 1984-1987 | 1987 | 1988-1990 | 1991-1993 | 1994-1995 | 1996-1997 | 1998-1999 | 2001 | 2002 | 2003-2004 |

| 2004-2005 | 2005-2006 | 2006-2007 | 2007-2008 | 2008 | 2009 | 2009-2010 | 2010-2011 | 2011 | 2012 |

| 2013-2014 | 2014-2015 | 2015-2016 | 2016 | 2017 | 2018-2019 | 2019-2020 | 2020-2021 | 2021 - 2022 | 2022 - 2023 |

| 2023 - 2024 | 2023 - 2024 |

## Tercer uniforme y modelos especiales
Durante su historia, Peñarol ha vestido también indumentarias especiales, usadas sólo una o pocas veces y de manera excepcional, en determinados partidos. Estas, por lo general, suelen ser combinaciones del uniforme titular con el alternativo, a fin de evitar coincidencias con los colores de los equipos rivales.
Es así, que, para partidos internacionales, han sido utilizadas camisetas de colores rojo, y azul, distintos a los tradicionales, especialmente en la década de 1960 y 1970. También, para determinados partidos, Peñarol ha utilizado short amarillo.
Como tercer uniforme, en conmemoración a los aniversarios del club, en algunas ocasiones se ha utilizado la camiseta que tenía el CURCC como principal, dividida al medio: negra en la derecha y a rayas amarillas y negras a la izquierda, o viceversa. 
También destaca la primera usada por el club, en 1891, dividida en cuatro secciones cuadradas alternadas entre amarillo y negro, replicada en 2011.
Desde 2013 se ha establecido en forma permanente, como tercera indumentaria, un uniforme completamente amarillo, presentado el 4 de febrero de ese año.
| 1960 | 1970 | 1971 | 1975 | 1988-1990 | 1996-1997 | 1999 | 2001 | 2007-2008 | 2009 |

| 2009-2010 | 2010-2011 | 2011 | 2011 | 2011 | 2012 | 2012 | 2013-2014 | 2014-2015 | 2014 |

| 2015 | 2016 | 2016 | 2017 | 2017 | 2018-2019 | 2018 | 2019 | 2019 |

| 2019 | 2020 | 2020 | 2021 | 2021 | 2021 | 2022 - 2023 | 2022 | 2023 |

## Proveedores y patrocinadores
Peñarol tuvo patrocinadores en la camiseta ya por el año 1955, cuando Obdulio Varela se negó a vestirlos: "Se acabó el tiempo que a los negritos les ponían argolla en la nariz. Ustedes me pagan por jugar al fútbol. 
Si quieren un hombre para llevar carteles, contraten a Fosforito".

Las siguientes tablas detallan la cronología de las marcas de las indumentarias y los patrocinadores de Peñarol.
| Período       | Proveedor      |
| ------------- | -------------- |
| 1978 - 1984   | Adidas         |
| 1984 - 1987   | Le Coq Sportif |
| 1987 - 1988   | Topper         |
| 1988 - 1991   | Puma           |
| 1991 - 1995   | Nanque         |
| 1996 - 1997   | Umbro          |
| 1998 - 2000   | Reebok         |
| 2000          | Covadonga      |
| 2000-2005     | Umbro          |
| 2006-presente | Puma           |

| Período       | Patrocinador                               |
| ------------- | ------------------------------------------ |
| 1984 - 1987   | ANDA                                       |
| 1985          | Pluna (Copa Libertadores 1985)             |
| 1987 - 1989   | Volkswagen                                 |
| 1992 - 2000   | Parmalat                                   |
| 2000          | Peñarol Verdad                             |
| 2000 - 2001   | Sports YA                                  |
| 2001 - 2003   | Doble Uruguaya                             |
| 2003 - 2008   | Pirelli                                    |
| 2009 - 2022   | Antel                                      |
| 2010          | Aldeas Infantiles (Copa Sudamericana 2010) |
| 2013          | 1891 (Copa Sudamericana 2013)              |
| 2023          | Antel DGO                                  |
| 2024-presente | Antel                                      |

| Período       | Patrocinador         |
| ------------- | -------------------- |
| 2012-2015     | Tramontina           |
| 2016-2018     | BGH                  |
| 2016-2018     | TOTVS                |
| 2018          | Fútbol uy            |
| 2018-presente | BBVA                 |
| 2019-2023     | Montevideo Uniformes |

| Período         | Patrocinador                  |
| --------------- | ----------------------------- |
| 1992 - 2000     | Parmalat                      |
| 2000 - 2001     | Capenarol.com                 |
| 2001 - 2002     | Doble Uruguaya                |
| 2003 - 2008     | Pirelli                       |
| 2009 - 2013     | Nuñez                         |
| 2013 - 2016     | Conaprole Nuñez               |
| 2016 - 2021     | Nissan Nuñez                  |
| 2021 - 2024     | Renault Nuñez                 |
| 2024 - presente | Sarubbi Nuñez Médica Uruguaya |